# 安東みきえ
安東みきえ（あんどう みきえ、1953年 - ）は、日本の児童文学作家・絵本作家。山梨県甲府市生まれ。
1992年、「地球のゆめ」で 第12回 カネボウ・ミセス童話大賞 アイディア賞を受賞。1994年、毎日新聞社主催の《小さな童話》大賞で大賞と選者賞今江祥智賞を受賞（大賞受賞作は「ふゆのひだまり」選者賞受賞作は「いただきます」） 。2000年、「天のシーソー」で第11回椋鳩十児童文学賞を受賞。2018年、「満月の娘たち」で第56回野間児童文芸賞を受賞。2022年、「夜叉神川」で第62回日本児童文学者協会賞を受賞。

## 著作
- どこまでいってもはんぶんこ（1996年8月 ひかりのくに）《絵：塩田守男》 ISBN 4-564-01010-7
- 天のシーソー（2000年4月 理論社）《絵：沢田としき》 ISBN 4-652-07183-3
  - 文庫版（2012年9月 ポプラ文庫ピュアフル）《理論社2000年刊に加筆、修正。書き下ろし短編「明日への改札」を加えて再刊》 ISBN 978-4-591-13077-3
- おじいちゃんのゴーストフレンド（2003年7月 佼成出版社）《絵：杉田比呂美》 ISBN 4-333-02016-6
- 頭のうちどころが悪かった熊の話（2007年4月 理論社）《絵：下和田サチヨ》 ISBN 978-4-652-07902-7
  - 文庫版（2011年12月 新潮文庫） ISBN 978-4-10-136741-5
- 夕暮れのマグノリア（2007年5月 講談社） ISBN 978-4-06-213987-8
- まるまれアルマジロ! 卵からはじまる5つの話（2009年3月 理論社）《絵：下和田サチヨ》 ISBN 978-4-652-07947-8
- 呼んでみただけ（2010年9月 新潮社） ISBN 978-4-10-326921-2
  - 星につたえて（2017年12月 アリス館）《「呼んでみただけ」(新潮社 2010年刊)を改題、抜粋、改稿》《絵：吉田尚令》 ISBN 978-4-7520-0811-8
- ワンス・アホな・タイム（2011年11月 理論社） ISBN 978-4-652-07983-6
- ヒワとゾウガメ（2014年5月 佼成出版社）《絵：ミロコマチコ》 ISBN 978-4-333-02648-7
- ゆめみの駅遺失物係（2014年12月 ポプラ社） ISBN 978-4-591-14236-3
  - 文庫版（2017年9月 ポプラ文庫ピュアフル） ISBN 978-4-591-15569-1
- 迷いクジラの子守歌（2016年3月 PHP研究所） ISBN 978-4-569-78543-1
- 満月の娘たち（2017年12月 講談社） ISBN 978-4-06-220732-4
- 夜叉神川（2021年1月 講談社）

### アンソロジー
「」内が安東みきえの作品
- 《小さな童話》大賞入賞作品集 第11回（1994年7月 毎日新聞社・《小さな童話》大賞事務局）「ふゆのひだまり」「いただきます」
- 読書の時間によむ本 小学5年生（2003年3月 ポプラ社）「マチンバ」 ISBN 4-591-07582-6
- 冬ものがたり（2008年11月 偕成社）「小さい草からのながめ」 ISBN 978-4-03-539340-5
- 3時のおやつ（2014年10月 ポプラ文庫）「バタークリームケーキ」 ISBN 978-4-591-14166-3
- 5分間だけの彼氏（2016年3月 偕成社）「幸福のバランス」 ISBN 978-4-03-539560-7
- グリム童話 ポプラ世界名作童話15（2016年11月 ポプラ社）《絵：100%ORANGE》「赤ずきん」「ヘンゼルとグレーテル」「ブレーメンの音楽隊」「こびとのくつや」「オオカミと七ひきの子ヤギ」「ラプンツェル」「かしこいハンス」「白雪姫」「まずしい人とお金持ち」「キツネとネコ」 ISBN 978-4-591-15181-5
- きのうまでにさよなら（2018年12月 偕成社）「ひとしずくの海」 ISBN 978-4-03-539800-4

### 雑誌
- 飛ぶ教室（光村図書出版）
  - 10号（2007年夏）「モグラのネグラ」 ISBN 978-4-89528-411-0
  - 18号（2009年夏）作家52人アンケート 童話にしかできないこと ISBN 978-4-89528-469-1
  - 19号（2009年秋）「ストロベリーショートケーキ」 ISBN 978-4-89528-470-7
  - 22号（2010年夏）「おかえりなさい、お姫さま」 ISBN 978-4-89528-489-9
  - 26号（2011年夏）「バク」 ISBN 978-4-89528-605-3
  - 38号（2014年夏）「えんがちょ」 ISBN 978-4-89528-736-4
  - 57号（2019年春）「チョウチョの電車」《絵:坂内拓》 ISBN 978-4-8138-0105-4
- ネバーランド（2004年11月 てらいんく）「うちどころが悪かった熊の話」 全国書誌番号:01008481

### 学習教材
- そこまで とべたら（1997年　中学国語1　光村図書出版）
- マチンバ（2003年4月 全国学校図書館協議会）《絵：ただのゆみこ》 ISBN 4-7933-7049-7
  - 集団読書テキスト 小学生向き
- 星の花が降るころに（2016年　中学国語１ 光村図書出版 書き下ろし）